# Pêne Mâle
Pêne Mâle – szczyt górski położony we francuskiej części Pirenejów, w departamencie Pireneje Wysokie, na terenie gminy Saint-Lary-Soulan, około 10 km od granicy z Hiszpanią.